# Piper klotzschianum
Piper klotzschianum är en pepparväxtart som först beskrevs av Carl Sigismund Kunth, och fick sitt nu gällande namn av C. Dc.. Piper klotzschianum ingår i släktet Piper och familjen pepparväxter. Inga underarter finns listade i Catalogue of Life.